# Instituto Profesional de Arte y Comunicación ARCOS
El Instituto Profesional de Arte y Comunicación ARCOS es un instituto profesional chileno privado, fundado en 1981.

## Historia
El Instituto Profesional ARCOS inicia sus actividades en diciembre de 1981, a partir de la iniciativa de un grupo de profesionales que deciden fundar una institución que se hiciera cargo de estudios sociales y culturales que comenzaban a emerger en Chile. Con el crecimiento de la industria, en los ámbitos de la televisión, el cine, la comunicación, el diseño y la publicidad, tal como ya ocurría en otros lugares. Inicia su proyecto educativo con el desafío de abrir en el país un espacio académico desde áreas del conocimiento alternativas a la oferta tradicional y, por lo mismo, de gran potencial para convertirse en un aporte en el desarrollo del país.
El Instituto ha convocado a artistas, docentes e intelectuales involucrados activamente en su quehacer y ligados estrechamente a sus áreas profesionales, mientras sus estudiantes provienen mayoritariamente de una capa juvenil sensible a los nuevos cruces entre tecnología, arte y comunicación, quienes traen sus propias preocupaciones, inquietudes y proyectos, desplegándolos y transformándolos a lo largo de sus carreras, en espacios teóricos, de extensión y trabajos de taller.
En el marco del estilo crítico que ofrece la institución, su aprendizaje práctico está ligado a una permanente invitación a convertirse en observadores del mundo, lo que genera una actitud que permite crear futuro, en una convivencia de confianza y respeto.
El Instituto Profesional ARCOS recibe su plena Autonomía el año 1999 y luego su primera Acreditación, que se logra en el año 2006 ante la Comisión Nacional de Acreditación (CNA).
Actualmente, el Instituto es una corporación sin fines de lucro y acreditado en Gestión Institucional y Docencia de pregrado hasta el año 2025, lo que permite a sus estudiantes postular a estudiar con gratuidad, además de recibir beneficios del Estado, como becas y Crédito con Aval del Estado, entre otros.
Tras 42 años de historia, desde el Instituto Profesional Arcos se anunció el cierre definitivo de sus puertas, para el año 2025, la causa son por razones presupuestarias.En el caso de la sede de la Region de Valparaíso, los alumnos pasarán a formar parte de la Pontificia Universidad Católica de Valparaíso, respecto a la Metropolitana se resolvería el 30 de octubre.Ese plazo venció y, en efecto, salió humo blanco: la continuidad en Santiago estará a cargo de la Universidad de Santiago de Chile (USACH).